# Revista Argentina de Agronomía
La Revista Argentina de Agronomía (abreviada Revista Argent. Agron. y otras variantes como Rev. Arg. de Agron., Rev. Arg. Agron.) fue una revista editada en Buenos Aires (Argentina) entre 1934 y 1962 por la Sociedad Argentina de Agronomía.
El prestigioso agrónomo Lorenzo Parodi fue fundador y director de la revista. Burkart lo recordaba así: "Durante los 20 y los 30 Parodi fue un miembro activo, y por un tiempo presidente, de la "Asociación Argentina de Ciencias Naturales" (revista Physis). En 1934, sin embargo, junto con un grupo de colegas inicia la Revista Argentina de Agronomía, un emprendimiento enteramente privado. En esta revista se publicó una notable cantidad de investigación original en los campos de la botánica pura y aplicada, la genética y el cultivo de plantas, las ciencias del suelo y materias relacionadas. Entre 1934 y 1962, 29 volúmenes fueron publicados, todos (salvo el de 1935) editados por Parodi como director permanente.